# 平井一正
平井一正（日语：／ Hirai Kazumasa，1949年11月21日—），日本男子举重运动员。他曾代表日本参加1976年夏季奥林匹克运动会举重比赛，获得一枚铜牌。他也曾参加1974年和1978年亚洲运动会。